# Theater an der Ruhr

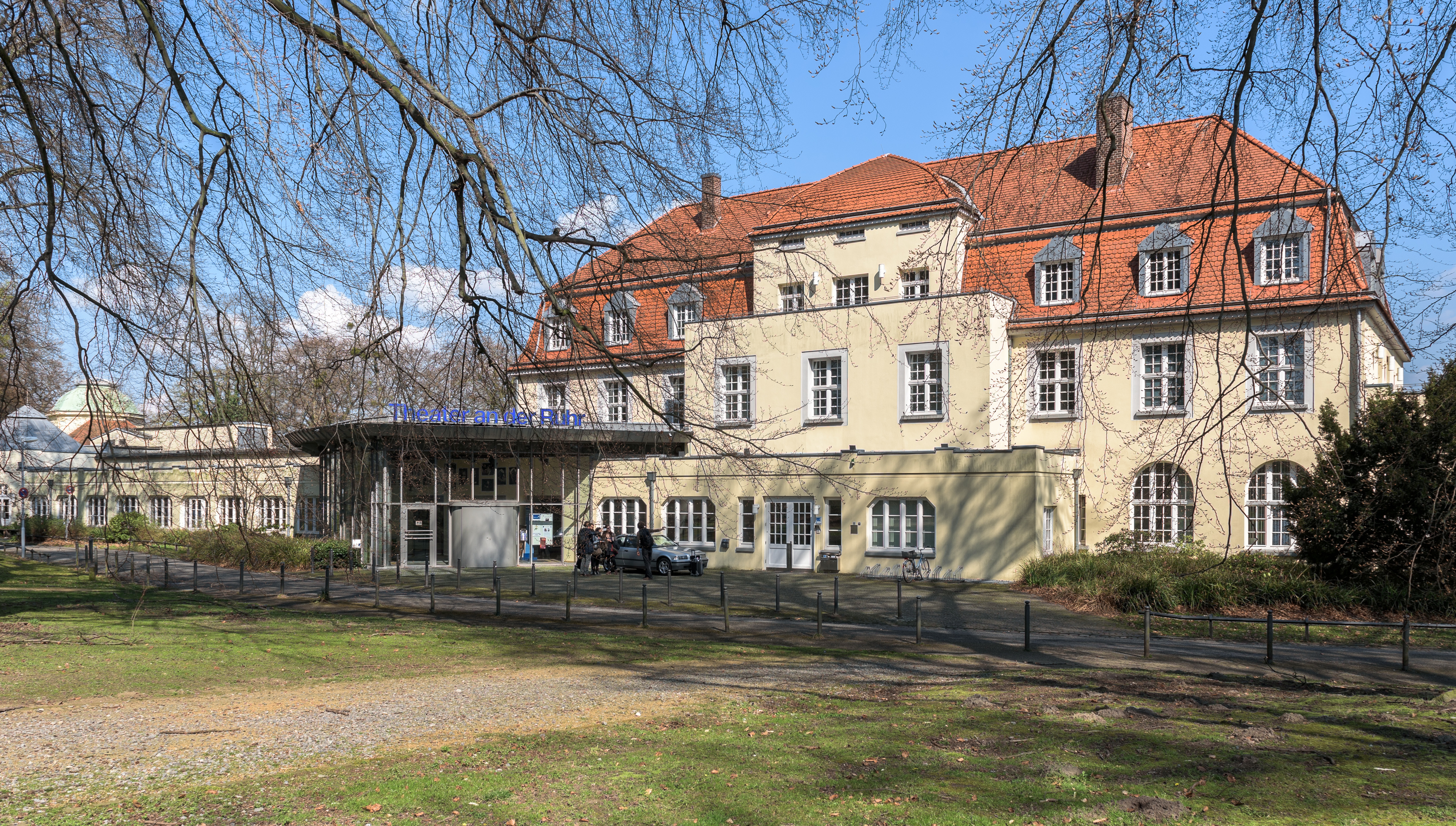
Theater an der Ruhr (2016)

Das Theater an der Ruhr wurde 1980 von dem italienischen Regisseur Roberto Ciulli und dem Dramaturgen Helmut Schäfer als gGmbH in Mülheim an der Ruhr gegründet. Die Stadt Mülheim wurde ebenfalls Mehrheitsgesellschafter der gGmbH. Das Konzept war eine künstlerische und wirtschaftliche Alternative zum herkömmlichen Modell kommunaler Bühnen, da ein im Vergleich hoher Eigenanteil bis heute zur Finanzierung des Etats durch Gastspiele und Drittmittel eingeworben wird. Die internationale Theaterarbeit und die Stiftung transkultureller Diskurse ist eine wesentliche konzeptionelle Säule des Theater an der Ruhr. 2001 wurde Sven Schlötcke Mitglied der künstlerischen Leitung, der u. a. professionelle Projekte für ein junges Publikum etabliert hat.
2019 besteht die künstlerische Leitung des Theater an der Ruhr aus dem Regisseur Philipp Preuss sowie den Dramaturgen Helmut Schäfer und Sven Schlötcke, der zudem Geschäftsführer ist.
Ab Sommer 2024 etabliert sich das künstlerische Programmteam, dem die Produktionsleiterin Kara Handgraaf sowie die Dramaturg:innen Constanze Fröhlich, Helmut Schäfer, Sven Schlötcke und Alexander Weinstock angehören. Zudem ist in regelmäßigen Abständen eine Vertreter:in des Ensembles beteiligt.
Spielorte sind seit 1981 die Mülheimer Stadthalle und das Theater an der Ruhr im Raffelbergpark, das in den 90er Jahren mit Mitteln des Landes Nordrhein – Westfalen saniert und zu einem vollwertigen Theater umgebaut wurde. Darüber hinaus spielt das Theater auf zahlreichen Bühnen im In- und Ausland.

## Geschichte
1981 wurde das Theater an der Ruhr von Roberto Ciulli, Helmut Schäfer und Gralf-Edzard Habben gegründet. Die erste Premiere war Lulu von Frank Wedekind im November 1981. Von Beginn an waren die Inszenierungen so konzipiert, dass sie gastspielfähig waren. Die Gastspielreisen dienten in den ersten zwei Jahrzehnten auch wesentlich der Finanzierung des Theaters.
1988 wurde es von der Fachzeitschrift Theater heute zum Theater des Jahres gewählt, zudem zum Berliner Theatertreffen mit den Inszenierungen „Tote ohne Begräbnis“ (Sartre) und Peter Handkes „Kaspar“ eingeladen, Regie Roberto Ciulli.

## Internationale Theaterarbeit
Das Theater im Ausland:
Einen großen Stellenwert hat die internationale Arbeit des Theaters, die von Anbeginn den Austausch favorisierte.
1983 erhielt das Theater an der Ruhr die erste Einladung ins Ausland auf das Theaterfestival in Parma (Italien) mit der Inszenierung des Sommernachtstraums von William Shakespeare. Ebenfalls 1983 gastiert das Theater mit Sommernachtstraum nach Zagreb und dem Belgrader Festival BITEF, die Inszenierung wird vom jugoslawischen Fernsehen aufgezeichnet. Die entstandenen Kontakte sorgen dafür, dass das Theater an der Ruhr 1985 das erste bundesdeutsche Theater sein wird, das in Jugoslawien auf Tournee geht, die jugoslawische Schauspielerin Gordana Kosanović war Gründungsmitglied des Theater an der Ruhr.
Wichtige weitere Auslandstourneen: 1988 in Polen, 1990 in der Türkei, 1992 in Südamerika, 1994 wieder in der Türkei und erstmals in Russland, 1996 in Schweden, 2001 in Kasachstan, Usbekistan, Kirgisistan und Turkmenistan, sowie 2012 Kurdistan.
Zahlreiche Einladungen zu Theaterfestivals führten das Theater u. a. 1985 nach Athen (Griechenland), 1998 nach Bogotá (Kolumbien) und 1999, 2000, 2001, 2004 und 2007 nach Teheran (Iran), 2013 nach Bejaia und Algier (Algerien) oder 2018 nach Budapest (Ungarn) und Neapel (Italien). Das Theater an der Ruhr war das erste westliche Theater, das nach der islamischen Revolution im Iran auftrat. Es folgten bis in die Gegenwart weitere Einladungen in verschiedene Länder.
Zu Gast im Theater an der Ruhr:
Das Theater an der Ruhr organisierte zahlreiche internationale Festivals in den letzten 30 Jahren. Außerdem gab es dem Roma-Theater Pralipe Asyl, als es in den 90er Jahren vom Bürgerkrieg geprägten Jugoslawien nicht mehr existieren konnte. 2016 gründete sich das syrische Kollektiv Ma’louba am Theater an der Ruhr und erarbeitet hier seine Inszenierungen.

## Jugendarbeit
In den frühen 2000er Jahren erweitert das Theater an der Ruhr seine Jugendarbeit, nun werden auch professionell erarbeitete Inszenierungen Teil des Programms, die für junge Zuschauer gemacht sind; dies verstärkte die Zusammenarbeit mit den Schulen in der Region, von denen einige Partnerschaftsverträge mit dem Theater geschlossen haben.
Zur gleichen Zeit entwickeln einzelne Gruppen von Jugendlichen unter theaterpädagogischer Anleitung mehrere Produktionen, deren Vorstellungen am Ende der Theatersaison zu sehen sind.

## Förderverein
Der Förderverein des Theater an der Ruhr, gegründet 1986, verleiht jährlich den Gordana-Kosanović-Schauspielerpreis. Er fördert zudem die internationale Arbeit des Theaters sowie Projekte, die von oder für Jugendliche entwickelt werden.

## Verschiedenes
Am 2. Juli 2012 wurde das umfangreiche Archiv des Theaters (Fotografien, Programmhefte, Plakate und Inszenierungsdokumente) offiziell an die Theaterwissenschaftliche Sammlung der Universität zu Köln übergeben und damit öffentlich zugänglich gemacht.
2021 wurde das Theater als eines von 11 Theatern mit dem Theaterpreis des Bundes ausgezeichnet. Die Würdigung war mit einem Preisgeld von 75.000 Euro verbunden.